# Universidade Alemã do Cairo
A Universidade Alemã do Cairo (GUC), ou German University in Cairo é uma universidade privada sem fins lucrativos em Novo Cairo, Egito. A GUC foi fundada em 2002 de acordo com a lei egípcia. A Universidade de Stuttgart e a Universidade de Ulm, o serviço de intercâmbio acadêmico alemão (DAAD), o estado de Baden-Württemberg, Alemanha e o Ministério Federal de educação e pesquisa, Alemanha, estão entre os principais apoiantes do GUC.
GUC oferece mais de 70 programas de estudo que levam aos graus de B.Sc., M.Sc. e Ph.D. de acordo com o processo de Bolonha. O idioma da instrução é o inglês. Os programas de estudo são projetados de acordo com as normas alemãs e são acreditados no Egito e na Alemanha (por ACQUIN). Muito mais de 10.000 estudantes estão matriculados no GUC, que se tornou o maior Instituto de educação transnacional da perspectiva alemã.

## Governança
A Universidade alemã no Cairo abraça as faculdades de engenharia de informação & tecnologia, engenharia de mídia & tecnologia, engenharia e Ciências materiais, tecnologia de gestão, farmácia & biotecnologia, ciências aplicadas e artes, direito e estudos jurídicos como bem como estudos de pós-graduação e pesquisa científica.
Com base em sua carta a Universidade é independente e autogoverna: o Conselho de Curacionistas é responsável pela supervisão básica, e de forma independente, a diretoria da Universidade aconselha o Presidente da Universidade e vice-presidentes em assuntos acadêmicos. As personalidades da Alemanha e do Egito servem em ambas as comissões. Os membros do Conselho de administração incluem:
- Ashraf Mansour (Presidente)[6]
- Hans Wolff (Vice Chairman)
- Karl Joachim Ebeling
- Ibrahim El-Dimeery
- Peter Frankenberg
- Dieter Fritsch
- Julius Georg Luy
- Gamal Nada
- Arend Oetker
- Wolfram Ressel
- Dorothea Rüland
- Michael Weber
- Ulrich Zürn

## Percepção pública
O serviço de intercâmbio acadêmico alemão reconhece o GUC como um dos "projetos de educação transnacional pendentes " e estima-se que alguns 250 a 300 graduados GUC estão fazendo simultaneamente mestrado ou doutorado na Alemanha.
O Ministério Federal alemão da educação e pesquisa vê o GUC, acima de tudo, na continuidade da cooperação educacional Germano-egípcia.  A primeira universidade privada ' alemã ' no exterior (estabelecida como uma instituição privada a lei egípcia) é de grande importância política na tradição de longa data da cooperação de educação Germano-egípcia, que começou há mais de cem anos, quando Escolas paroquiais alemãs foram estabelecidas no Cairo e Alexandria."

## Cursos de graduação
- Farmácia e Biotecnologia  - também mestrado
- Engenharia e Ciências e Naturais
- Engenharia e Tecnologia de Comunicação
- Gestão de tecnologia
- Engenharia de Mídia e Tecnologia
- Ciências aplicadas e Artes